# Sipalolasma kissi
Sipalolasma kissi är en spindelart som beskrevs av Benoit 1966. Sipalolasma kissi ingår i släktet Sipalolasma och familjen Barychelidae.
Artens utbredningsområde är Kongo. Inga underarter finns listade i Catalogue of Life.